# Гантмахер, Всеволод Феликсович
Всеволод Феликсович Гантмахер (8 октября 1935, Москва — 5 марта 2015, Черноголовка) — советский и российский физик, академик РАН, главный редактор журнала «Письма в ЖЭТФ».

## Биография
Родился в семье математика Феликса Рувимовича Гантмахера и его жены Аси Евсеевны Лернер. В 1959 году окончил радиофизический факультет Московского физико-технического института. Ещё студентом в 1957 году он начал работу в Институте физических проблем Академии Наук СССР (ИФП АН СССР) (в настоящее время Институт физических проблем им. П. Л. Капицы РАН)
В 1964 году он защитил кандидатскую диссертацию и начал работать в Институте физики твёрдого тела АН СССР в Черноголовке, при этом продолжая научную деятельность в ИФП АН СССР.
В 1967 году состоялась защита докторской диссертации «Размерные эффекты в металлах».
Начиная с 1964 года, преподавал в Московском физико-техническом институте, а с 2000 года и в Московском государственном университете. С 1990 года он главный редактор одного из ведущих российских физических журналов «Письма в ЖЭТФ».
В 1997 году был избран членом-корреспондентом Российской академии наук.
В 2009 году учёному была присуждена Золотая медаль имени П. Л. Капицы за цикл работ «Коллективные явления в электронных системах при низких температурах».
В 2011 году был избран академиком Российской академии наук.

Семейное захоронение Гантмахеров на Донском кладбище

Похоронен на Новом Донском кладбище.

## Основные научные достижения
В первый период своей научной жизни экспериментально открыл принципиально новый тип проникновения электромагнитных волн в металлы в магнитном поле в виде специфической спиральной стоячей волны. Этот эффект называют радиочастотным размерным эффектом или эффектом Гантмахера, а сами волны — волнами Гантмахера-Канера. Соавтор открытия, зарегистрированного в Государственном реестре открытий СССР, "Электромагнитные всплески в проводящей среде." (авторы: М. Я. Азбель, В. Ф. Гантмахер, Э. А. Канер), № 80 с приоритетом от 24 октября 1962 г.
Затем занялся изучением электронного рассеяния. Им были измерены вероятности электрон-фононного рассеяния в олове, индии, висмуте, сурьме, вольфраме, молибдене и меди и объяснены особенности электрон-фононного рассеяния в полуметаллах. В результате им была совместно с И. Б. Левинсоном написана книга «Рассеяние носителей тока в металлах и полупроводниках». Книга вышла в 1984 году на русском и в 1987 году на английском языках.
Следующим этапом научной деятельности В. Ф. Гантмахера явилось изучение транспортных свойств при низких температурах в фотовозбуждённых полупроводниках. Совместно с В. Н. Зверевым им был обнаружен в германии новый вид осцилляций электрических свойств в магнитном поле — магнитопримесные осцилляции, которые были вызваны неупругим резонансным рассеянием носителей на мелких примесях. Результаты исследований вошли в книгу «Landau Level Spectroscopy»
В последние годы исследовал транспортные свойства высокорезистивных металлических сплавов и семейств материалов, к которым принадлежат высокотемпературные сверхпроводники. Последнее достижение в этой области — доказательство существования разрушаемых магнитным полем локализованных пар на диэлектрической стороне перехода сверхпроводник-диэлектрик.

## Основные работы
- Гантмахер В. Ф., Левинсон И. Б. Рассеяние носителей тока в металлах и полупроводниках. — М.: Наука, 1984. — 352 с.
- Landau Level Spectroscopy / Ed. by G. Landwehr and E. I. Rashba. North-Holland, 1990;
- Электроны в неупорядоченных средах. М.: Физматлит, 2003 (3-е изд. М., 2013).